# Jamaal Tinsley
Jamaal Lee Tinsley (Brooklyn, 28 febbraio 1978) è un ex cestista statunitense, professionista nella NBA.

## Carriera
È stato selezionato dai Vancouver Grizzlies al primo giro del Draft NBA 2001 (27ª scelta assoluta).

## Statistiche

### College
| Anno      | Squadra           | PG | PT | MP   | TC%  | 3P%  | TL%  | RP  | AP  | PRP | SP  | PP   |
| --------- | ----------------- | -- | -- | ---- | ---- | ---- | ---- | --- | --- | --- | --- | ---- |
| 1999-2000 | Iowa St. Cyclones | 37 | 37 | 32,8 | 37,8 | 24,2 | 67,5 | 5,1 | 6,6 | 2,6 | 1,0 | 11,0 |
| 2000-2001 | Iowa St. Cyclones | 31 | 31 | 32,2 | 39,9 | 38,1 | 69,2 | 3,8 | 6,0 | 2,5 | 0,6 | 14,3 |
| Carriera  | Carriera          | 68 | 68 | 32,5 | 38,8 | 32,7 | 68,5 | 4,5 | 6,3 | 2,6 | 0,8 | 12,5 |

### NBA

#### Regular Season
| Anno      | Squadra           | PG  | PT  | MP   | TC%  | 3P%  | TL%  | RP  | AP  | PRP | SP  | PP   |
| --------- | ----------------- | --- | --- | ---- | ---- | ---- | ---- | --- | --- | --- | --- | ---- |
| 2001-2002 | Indiana Pacers    | 80  | 78  | 30,5 | 38,0 | 24,0 | 70,4 | 3,7 | 8,1 | 1,7 | 0,5 | 9,4  |
| 2002-2003 | Indiana Pacers    | 73  | 69  | 30,6 | 39,6 | 27,7 | 71,4 | 3,6 | 7,5 | 1,7 | 0,2 | 7,8  |
| 2003-2004 | Indiana Pacers    | 52  | 43  | 26,5 | 41,4 | 37,2 | 73,1 | 2,6 | 5,8 | 1,6 | 0,3 | 8,3  |
| 2004-2005 | Indiana Pacers    | 40  | 40  | 32,5 | 41,8 | 37,2 | 74,4 | 4,0 | 6,4 | 2,0 | 0,3 | 15,4 |
| 2005-2006 | Indiana Pacers    | 42  | 27  | 26,7 | 40,9 | 22,9 | 63,7 | 3,2 | 5,0 | 1,2 | 0,1 | 9,3  |
| 2006-2007 | Indiana Pacers    | 72  | 72  | 31,2 | 38,9 | 31,6 | 72,0 | 3,3 | 6,9 | 1,6 | 0,3 | 12,8 |
| 2007-2008 | Indiana Pacers    | 39  | 36  | 33,2 | 38,0 | 28,4 | 72,0 | 3,6 | 8,4 | 1,7 | 0,3 | 11,9 |
| 2009-2010 | Memphis Grizzlies | 38  | 1   | 15,5 | 37,1 | 17,9 | 81,5 | 1,7 | 2,8 | 0,9 | 0,1 | 3,5  |
| 2011-2012 | Utah Jazz         | 37  | 1   | 13,7 | 40,4 | 27,0 | 76,5 | 1,2 | 3,3 | 0,5 | 0,2 | 3,7  |
| 2012-2013 | Utah Jazz         | 66  | 32  | 18,5 | 36,8 | 30,7 | 69,2 | 1,7 | 4,4 | 1,0 | 0,2 | 3,5  |
| 2013-2014 | Utah Jazz         | 8   | 5   | 13,8 | 20,0 | 6,7  | -    | 1,4 | 2,9 | 0,3 | 0,0 | 1,1  |
| Carriera  | Carriera          | 547 | 404 | 26,4 | 39,3 | 29,9 | 71,6 | 2,9 | 6,1 | 1,4 | 0,3 | 8,5  |

#### Playoffs
| Anno     | Squadra        | PG | PT | MP   | TC%  | 3P%  | TL%  | RP  | AP  | PRP | SP  | PP  |
| -------- | -------------- | -- | -- | ---- | ---- | ---- | ---- | --- | --- | --- | --- | --- |
| 2002     | Indiana Pacers | 5  | 5  | 17,6 | 42,1 | 0,0  | 66,7 | 2,0 | 5,0 | 0,4 | 0,0 | 3,6 |
| 2003     | Indiana Pacers | 6  | 6  | 30,8 | 57,1 | 61,5 | 50,0 | 3,0 | 6,5 | 0,7 | 0,0 | 8,5 |
| 2004     | Indiana Pacers | 16 | 16 | 26,4 | 39,8 | 29,6 | 93,8 | 2,9 | 5,0 | 1,8 | 0,2 | 8,1 |
| 2005     | Indiana Pacers | 9  | 9  | 27,4 | 36,0 | 11,1 | 57,1 | 3,3 | 5,7 | 1,6 | 0,3 | 8,7 |
| 2006     | Indiana Pacers | 1  | 0  | 7,0  | 33,3 | 0,0  | -    | 0,0 | 1,0 | 1,0 | 0,0 | 2,0 |
| 2012     | Utah Jazz      | 4  | 0  | 16,3 | 25,0 | 25,0 | 100  | 0,5 | 3,0 | 0,5 | 0,0 | 3,8 |
| Carriera | Carriera       | 41 | 36 | 24,7 | 39,8 | 29,3 | 72,0 | 2,6 | 5,1 | 1,2 | 0,1 | 7,1 |

## Palmarès
- NCAA AP All-America Second Team (2001)
- NBA All-Rookie Second Team (2002)